# Rajabhat-Universität Phetchabun
Die Rajabhat-Universität Phetchabun (thailändisch มหาวิทยาลัยราชภัฏเพชรบูรณ์, im englischen Sprachgebrauch Phetchabun Rajabhat University, kurz PCRU) ist eine öffentliche Universität im Rajabhat-System von Thailand.

## Lage
Das Universitätsgelände liegt im Landkreis (Amphoe) Mueang Phetchabun ungefähr drei Kilometer vom Stadtzentrum entfernt, an der Schnellstraße Richtung Amphoe Mueang Saraburi–Amphoe Lom Sak. Phetchabun liegt in der Nordregion von Thailand.

## Geschichte
Die Gründung der Phetchabun-Rajabhat-Universität geht auf das Jahr 1973 zurück, sie wurde am 29. September 1973 als Phetchabun-Lehrerkolleg/Pädagogische Schule gegründet. Im Jahre 1976 bot die Universität ihre ersten zwei Diplom-Abschlüsse an, der Bachelor of Arts und Bachelor of Science folgten im Jahr 1985. Am 14. Februar 1992 bekam sie den Status eines Institutes mit dem Namen Rajabhat Institute Phetchabun. Den Status einer Universität wurde 2005 verliehen mit dem Namen Phetchabun Rajabhat University.

## Allgemeines
Das Gelände der Universität hat eine Fläche von 584 Rai, das entspricht 934.400 m². Die Universität bietet sowohl Bachelor als auch weiterführende Studiengänge an.
Präsident der Universität ist Rang San Phengphat (thailändisch ผศ.ดร.รังสรรค์ เพ็งพัด). Der Vorsitz des Hochschulrates ist derzeit unbesetzt, letzter Vorsitzender war Sutham Arikun (thailändisch ศาสตราจารย์ ดร.สุธรรม อารีกุล).

### Symbole
Die Universitätsfarbe ist violett, der Universitätsbaum ist die Königinblume (Lagerstroemia speciosa l.). Das Emblem der Universität besteht aus den Farben Blau, Grün, Gold, Orange und Weiß, wobei jede Farbe eine eigene Bedeutung hat:
- Das Blau steht für das Königtum und stellt den Bezug her, dass der Name Rajabhat Universitäten vom König stammt.
- Das Grün steht für die 40 Standorte der Rajabhat Universitäten und der auserlesenen naturgemäßen Umgebung.
- Das Gold bedeutet Intellektueller Reichtum.
- Das Orange steht für die lokalen Künste und kulturellen Verzierung aller Rajabhat Universitäts-Standorte.

## Akademische Einrichtungen
Die Universität besitzt fünf Fakultäten mit Bachelor- und Master-Studiengängen.
- Fakultät für Pädagogik
- Fakultät für Human- und Sozialwissenschaften
- Fakultät für Naturwissenschaften und Technologien
- Fakultät für Betriebswirtschaft und Management
- Fakultät für Agrarwissenschaften